# 哈林 (密歇根州)
哈林（英語：Harlin）是位於美國密歇根州韋克斯福德縣哈林鎮區的一個普查規定居民點。

## 人口
根據2020年美國人口普查的數據，哈林的面積為5.99平方千米，當中陸地面積為5.99平方千米，而水域面積為0.00平方千米。當地共有人口335人，而人口密度為每平方千米55.93人。